# شهو شاگاری
شهو شاگاری (انگلیسی: Shehu Usman Aliyu Shagari؛ (زادهٔ ۲۵ فوریه ۱۹۲۵ – درگذشته ۲۸ دسامبر ۲۰۱۸) سیاست‌مدار اهل نیجریه که بین سال‌های ۱۹۷۹ تا ۱۹۸۳ (میلادی) رئیس‌جمهور این کشور بود. در هنگام مرگ در سن ۹۳ سالگی، او مسن‌ترین رئیس‌جمهور سابق نیجریه بود.